# 神村ランプ

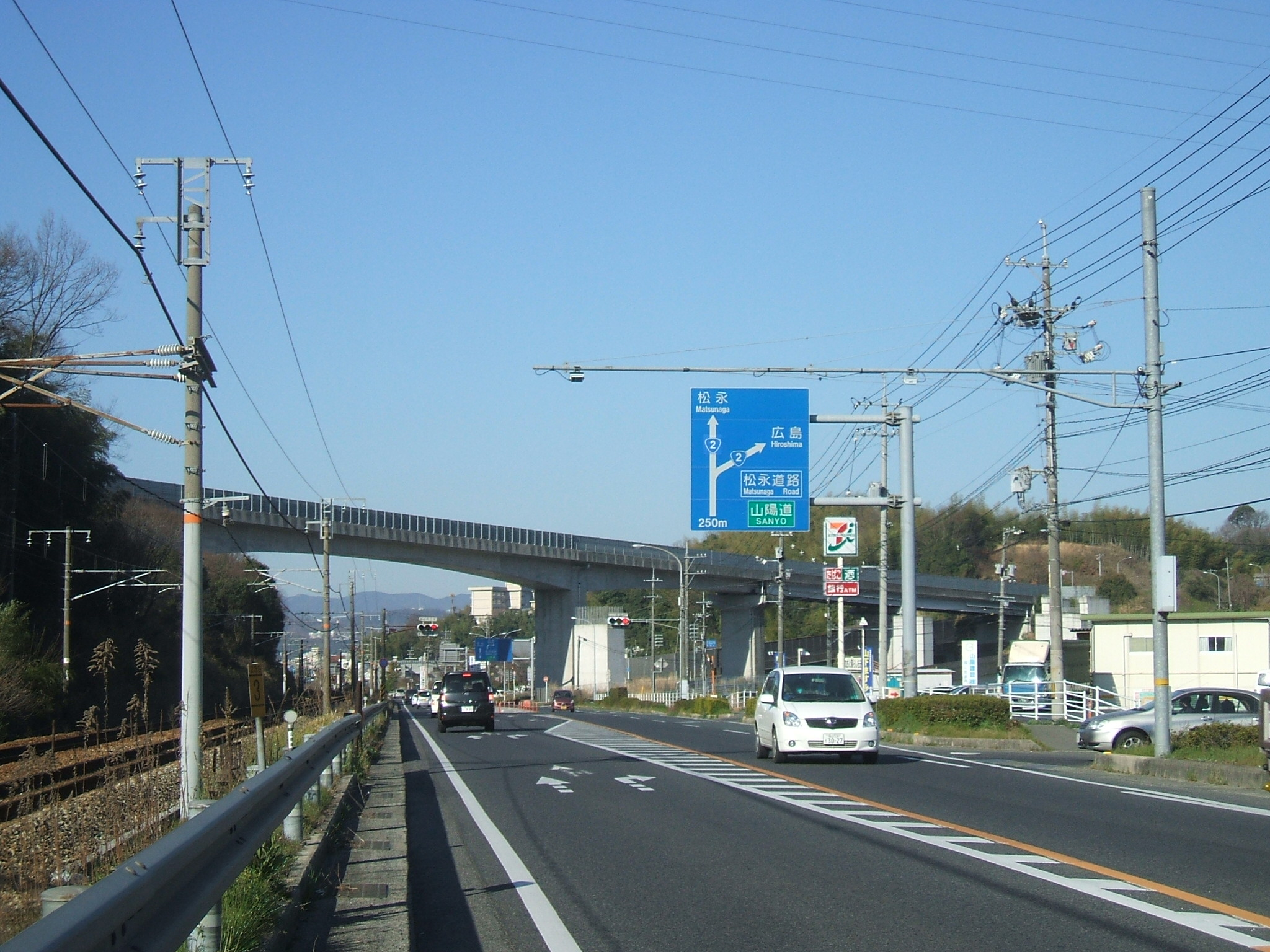
東側から見た神村ランプ。左側に見えるのは山陽本線

神村ランプ（かむらランプ）は広島県福山市神村町の国道2号赤坂バイパス及び松永道路上にあるランプである。本ランプは国道2号松永道路尾道方面に対する出入口しかないハーフランプになっている。

## 道路
- 国道2号赤坂バイパス（本ランプ以東）・松永道路（本ランプ以西）

## 接続道路
- 広島県道54号福山尾道線（本ランプ以東）
- 国道2号旧道（本ランプ以西、広島県道54号福山尾道線重用）

## 沿革
- 1990年（平成2年）12月15日 松永道路全線開通（神村ランプ～西藤IC間開通）に伴い供用開始。
- 1998年（平成10年）3月14日 赤坂バイパス全線開通に伴い赤坂バイパスと接続。
- 2004年（平成16年）9月頃 松永バイパス東口交差点の信号機の運用が廃止される。

## 周辺
- 旧山陽道
- 今伊勢宮
- 鏡山
- 福山市立神村小学校

## 隣
赤坂バイパス
神村西ランプ - 神村ランプ
松永道路
神村ランプ - 羽原ランプ

## 備考
- 福山市街地方面から走ってきた場合、神村西ランプの次に本ランプが来る格好になるが、これは赤坂バイパスと松永道路が別々の計画で建設が推進されたことに起因する。
- 上記の通り本ランプは国道2号松永道路尾道方面としか接続しないハーフランプであるが、接続状況は変わっていて、広島県道54号福山尾道線福山方面から松永道路尾道方面への流入と松永道路尾道方面から広島県道54号福山尾道線福山方面への流出、国道2号旧道（広島県道54号福山尾道線重用）松永方面から国道2号松永道路尾道方面への流入ができる。このような格好になったのは広島県道54号福山尾道線・国道2号旧道（広島県道54号福山尾道線重用）のすぐ南側にJR山陽本線が通っていること、ランプ付近は狭い谷になっていること、国道2号赤坂バイパス・松永道路と広島県道54号福山尾道線・国道2号旧道（広島県道54号福山尾道線重用）が直角ではなくX字状に交差していることに起因する。